# Mariápolis-Caquetá
La comunidad indígena Mariápolis está ubicada sobre las riberas del río Caquetá en Colombia. Pertenece al resguardo indígena Mirití-Paraná y colinda con el parque nacional natural Cahuinarí. Habitan cerca de 25 familias, cada una con 4 o 5 personas aproximadamente. Este territorio es tradicional del pueblo Mraña-Bora, quienes han mantenido vivas sus culturas desde tiempos inmemoriales. Su lengua nativa es el Miraña. Pertenecen a la Asociación PANI (Piine Ayveju Niimu´e Iaachimu´a)

## Vivienda
Viven en casas hechas a base de palma de pui y madera que consiguen en las profundidades de la selva. Además, construyen enormes malocas o chozas donde viven las familias de los abuelos sabedores. Por otro lado, la utilizan para realizar sus rituales en cada época del año, dependiendo su calendario.

## Economía
Principalmente viven de los cultivos de la chagra (huerta), donde siembran la yuca brava, plátano, piña, lilo, guama, ají, tabaco, coca, caña, etc. Estos productos no son comerciales sino para consumo propio.
Cazan animales comestibles como el cerrillo, la danta, el borugo, la guara, el paujil y la pava. Pescan las diferentes variedades de peces con anzuelo y nailon. Fabrican arpones para cazar pescados de gran tamaño. También consumen frutas silvestres como el asaí, el milpeso. Recolectan larvas y hormigas.

## Cosmología
Su universo está basado alrededor de la maloca y de su Dios YirimɄ Boa, las cuales dirigen todas las conexiones con los espíritus de la selva. Son quienes mantienen el equilibrio en la convivencia entre hombre-naturaleza.
Los rituales que desarrollan son basándose en las épocas de las cosechas, es decir, dependiendo que cosecha haya se realizan. En febrero celebran la época del chontaduro y por ello danzan el Baile de Tóri durante dos días, cuando hacen una casa nueva también danzan.

## Educación
En la escuela comunitaria  Santa Teresita estudian cerca de 30 niños y niñas la primaria. Su educación se divide en dos partes: la occidental y la indígena. En la primera, aprenden a leer, escribir y hablar la lengua española y en la segunda refuerzan todo su relato de origen y se preparan para ser líderes comunitarios.